# Joaquim Francisco Pereira Marçal
Joaquim Francisco Pereira Marçal (São Francisco do Sul, 30 de agosto de 1827 — 1 de agosto de 1885) foi um padre e político brasileiro.
Filho de José Francisco Pereira e Borba e de Maria da Conceição.
Foi deputado à Assembleia Legislativa Provincial de Santa Catarina na 16ª legislatura (1866 — 1867), na 21ª legislatura (1876 — 1877) e na 22ª legislatura (1878 — 1879).